# Acid Drinkers
A Acid Drinkers egy 1986-ban alakult lengyel thrash metal/heavy metal együttes.

## Tagok
Jelenlegi felállás
- Tomasz "Titus" Pukacki – ének, basszusgitár (1986-)
- Darek "Popcorn" Popowicz – gitár (1986-)
- Maciek "Ślimak" Starosta – dob (1989-)
- Robert "Litza" Friedrich - gitar (1986-1998, 2024-)

Korábbi tagok
- Przemek "Perła" Wejmann – gitár (1998–2003)
- Tomek "Lipa" Lipnicki – gitár (2003–2004)
- Alex "Olass" Mendyk – gitár (2004–2008)
- Wojciech "Jankiel" Moryto - gitár (2009-2016)
- Łukasz "Dzwon" Cyndzer - gitár (2017-2024)
- Piotr "Chomik" Kuik - dob (1986)
- Maciej "Ślepy" Głuchowski - dob (1986)

## Diszkográfia
- Are You a Rebel (1990)
- Dirty Money, Dirty Tricks (1991)
- Striptease (1992)
- Vile Vicious Vision (1993)
- Fishdick (1994)
- Infernal Connection (1994)
- The State of Mind Report (1996)
- High Proof Cosmic Milk (1998)
- Varran Strikes Back – ALive!!! (1998)
- Amazing Atomic Activity (1999)
- Broken Head (2000)
- Acidofilia (2002)
- Maximum Overload – The Best Of (2002)
- 15 Screwed Years (2004, DVD)
- Rock Is Not Enough… (2004)
- The Hand That Rocks the Coffin (2006, DVD)
- Verses of Steel (2008)
- Fishdick Zwei - The Dick Is Rising Again (2010)
- La part du diable (2012)
- 25 Cents For a Riff (2014)
- Peep Show (2016)
- Ladies and Gentlemen On Acid (2019)